# Mahsa Javar
Mahsa Javar, född 12 maj 1994, är en iransk roddare.
Javar tävlade för Iran vid olympiska sommarspelen 2016 i Rio de Janeiro, där hon slutade på 28:e plats i singelsculler.